# 瑞恩·米拉爾
瑞恩·米拉爾（英語：Ryan Millar；1978年1月22日—）是一位美國排球運動員。他是美國國家男子排球隊的一員。他從1999年5月開始就入選美國國家排球隊。他代表美國參加了2000年、2004年和2008年的奧運會。